# Sutiã esportivo

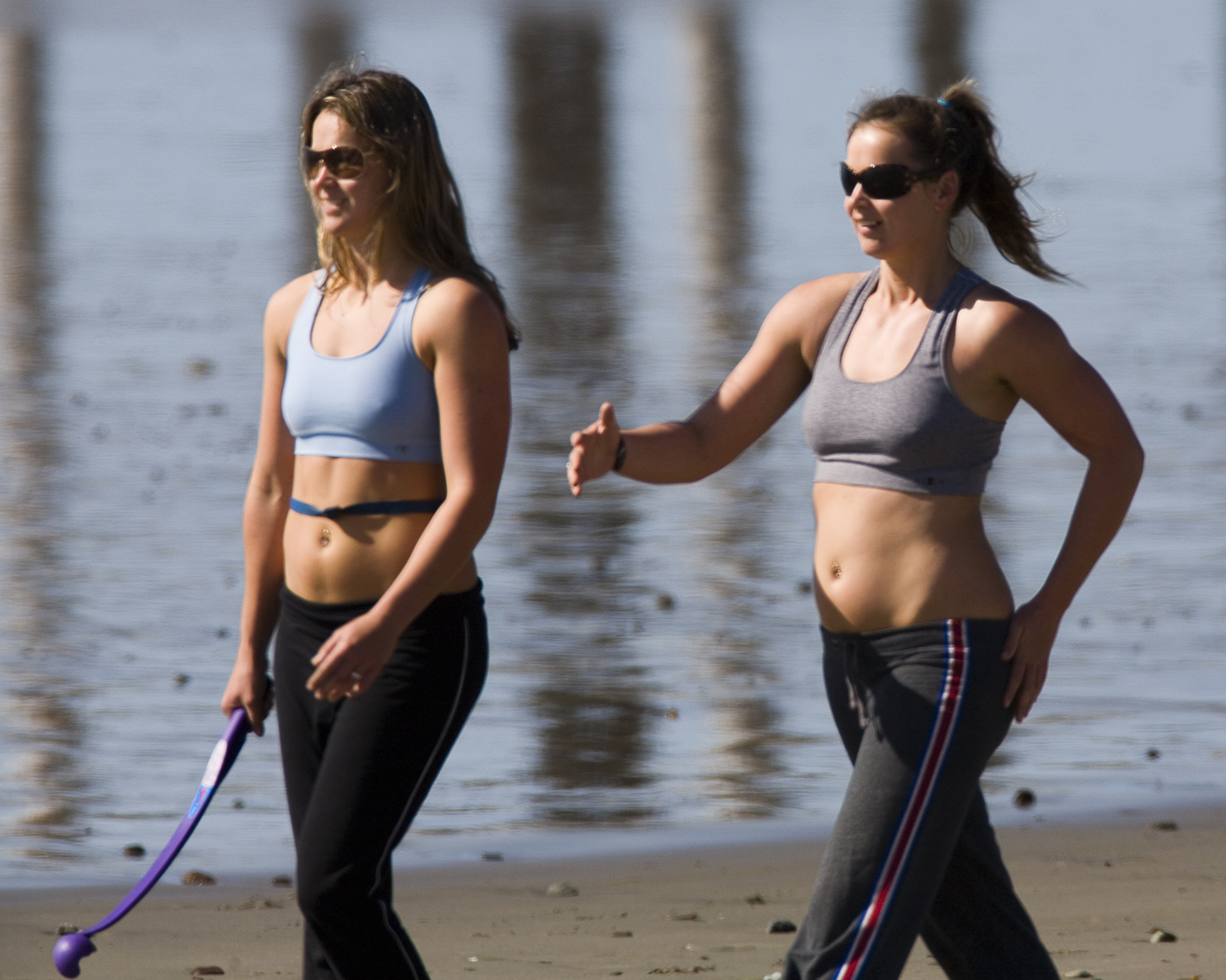
Duas mulheres vestindo sutiãs esportivos se exercitam e andam com seus cachorros em Cayucos State Beach, Cayucos, Califórnia.

Sutiã esportivo (português brasileiro) ou Sutiã desportivo (português europeu) é um sutiã que fornece suporte adicional para as mamas femininas durante o exercício físico. Mais resistente do que os típicos sutiãs, ele minimiza o movimento da mama, alivia o desconforto e reduz a possibilidade de danos nos ligamentos do peito. Muitas mulheres usam sutiãs esportivos para reduzir a dor e o desconforto físico causado pelo movimento da mama durante o exercício. Alguns sutiãs esportivos são projetados para serem usados como roupa exterior durante o exercício, como correr. Mulheres com mamas maiores podem ser impedidas de participar de esportes ou exercícios quando suas mamas se movem excessivamente.